# Bistum Kroonstad
Das Bistum Kroonstad (lateinisch Dioecesis Kroonstadensis, englisch Diocese of Kroonstad) ist eine in Südafrika gelegene römisch-katholische Diözese mit Sitz in Kroonstad.

## Geschichte
Das Bistum Kroonstad wurde am 26. November 1923 durch Papst Pius XI. aus Gebietsabtretungen des Apostolischen Vikariates Kimberley in Südafrika als Apostolische Präfektur Kroonstad errichtet. Am 8. April 1935 wurde die Apostolische Präfektur Kroonstad durch Pius XI. zum Apostolischen Vikariat erhoben. Das Apostolische Vikariat Kroonstad gab am 12. Februar 1948 Teile seines Territoriums zur Gründung des Apostolischen Vikariates Bethlehem ab.
Das Apostolische Vikariat Kroonstad wurde am 11. Januar 1951 durch Papst Pius XII. zum Bistum erhoben und dem Erzbistum Bloemfontein als Suffraganbistum unterstellt.

## Ordinarien

### Apostolische Präfekten von Kroonstad
- Guglielmo Herting CSSp, 1923–1924
- Léon Klerlein CSSp, 1924–1935

### Apostolische Vikare von Kroonstad
- Léon Klerlein CSSp, 1924–1948, dann Apostolischer Vikar von Bethlehem
- Gerard Marie Franciscus van Velsen OP, 1950–1951, Titularbischof von Tremithus

### Bischöfe von Kroonstad
- Gerard Marie Franciscus van Velsen OP, 1951–1975
- Johannes Ludgerus Bonaventure Brenninkmeijer OP, 1977–2003
- Stephen Brislin, 2006–2009
- Peter Holiday, 2011–2022
- Sedisvakanz, seit 2022